# Fontanna Pamięci
Fontanna Pamięci (Węzełek) – rzeźba autorstwa Macieja Szańkowskiego zrealizowana w przestrzeni publicznej Wrocławia (pierwotnie proponowana Szczecinowi).
Kompozycja składa się z kilku elementów: węzełka (tobołka) odlanego z brązu i stojącego na granitowym brzegu fontanny, kluczy zatopionych w wodzie oraz napisu PANTA RHEI. Symbole te są nawiązaniem do przesiedleńczej historii mieszkańców Wrocławia. Fontanna znajdowała się przed rozebraną w 2022 Galerią na Czystej.
W lipcu 2014 zorganizowane zostały obchody 10. rocznicy powstania Fontanny Pamięci. Z tej okazji przygotowano tablicę pamiątkową, a na uroczystość zaproszono m.in. autora rzeźby.
Po rozebraniu Galerii ustalana jest nowa lokalizacja fontanny.

## Galeria

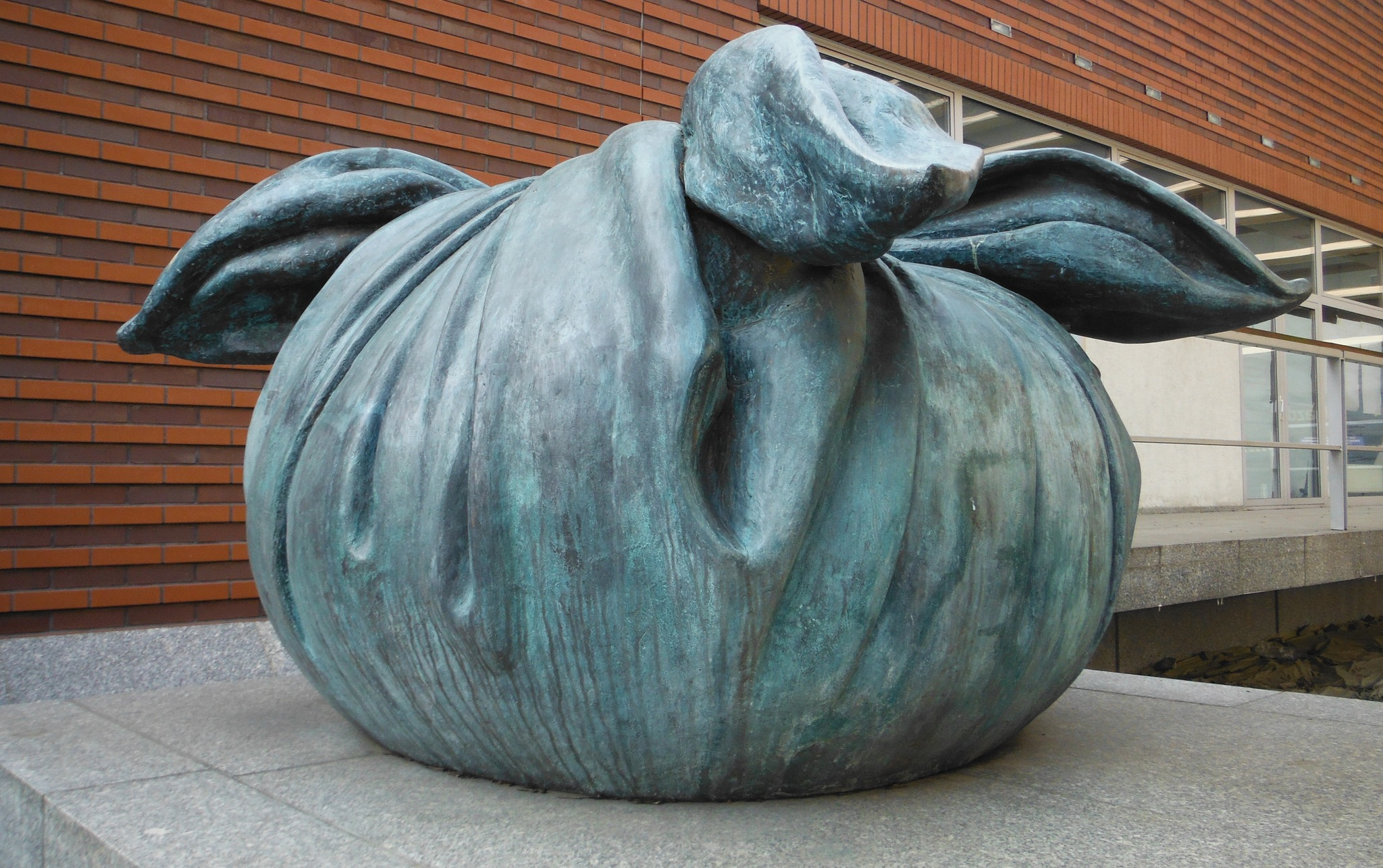
"Węzełek"
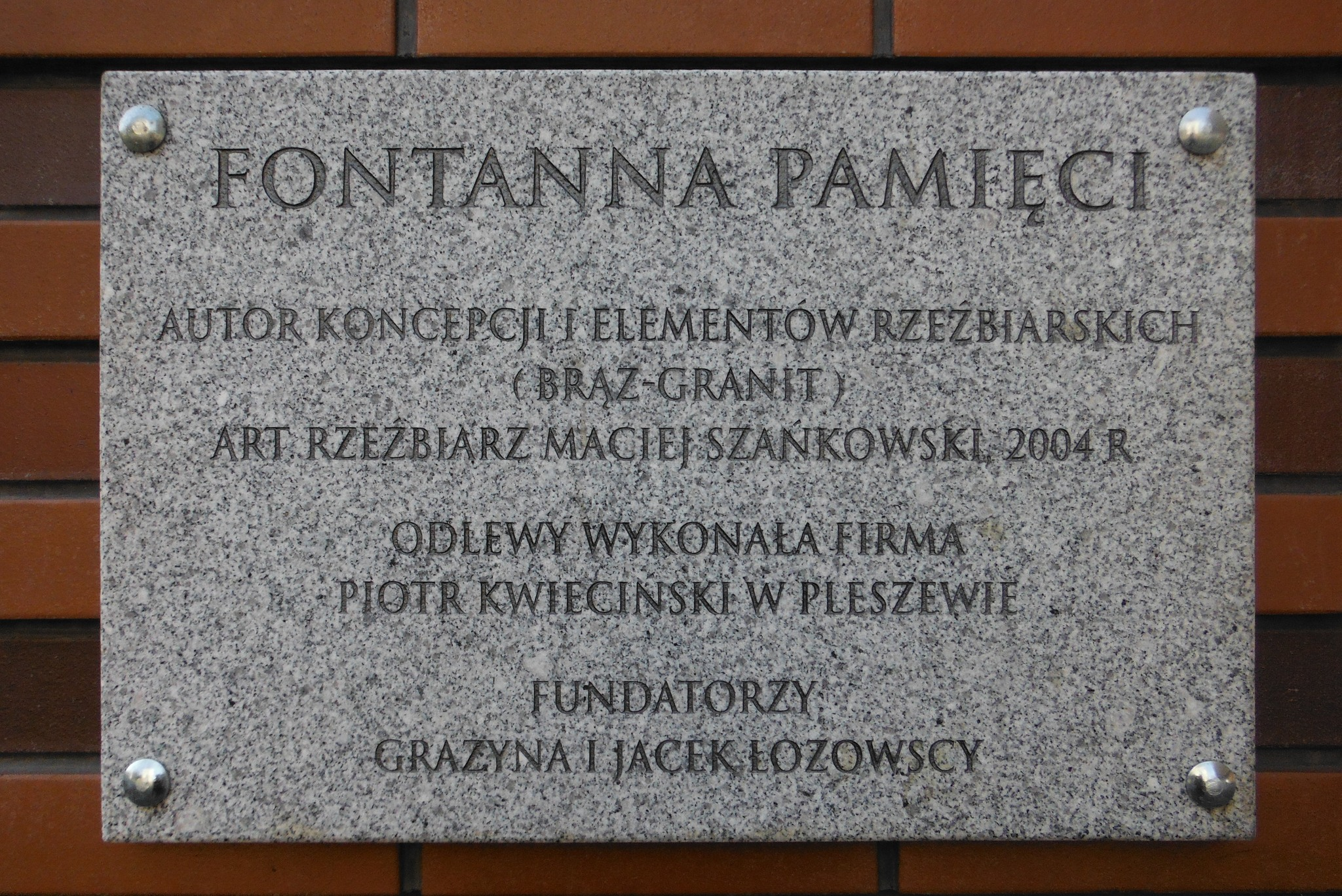
Tablica